# Torre Le Parc

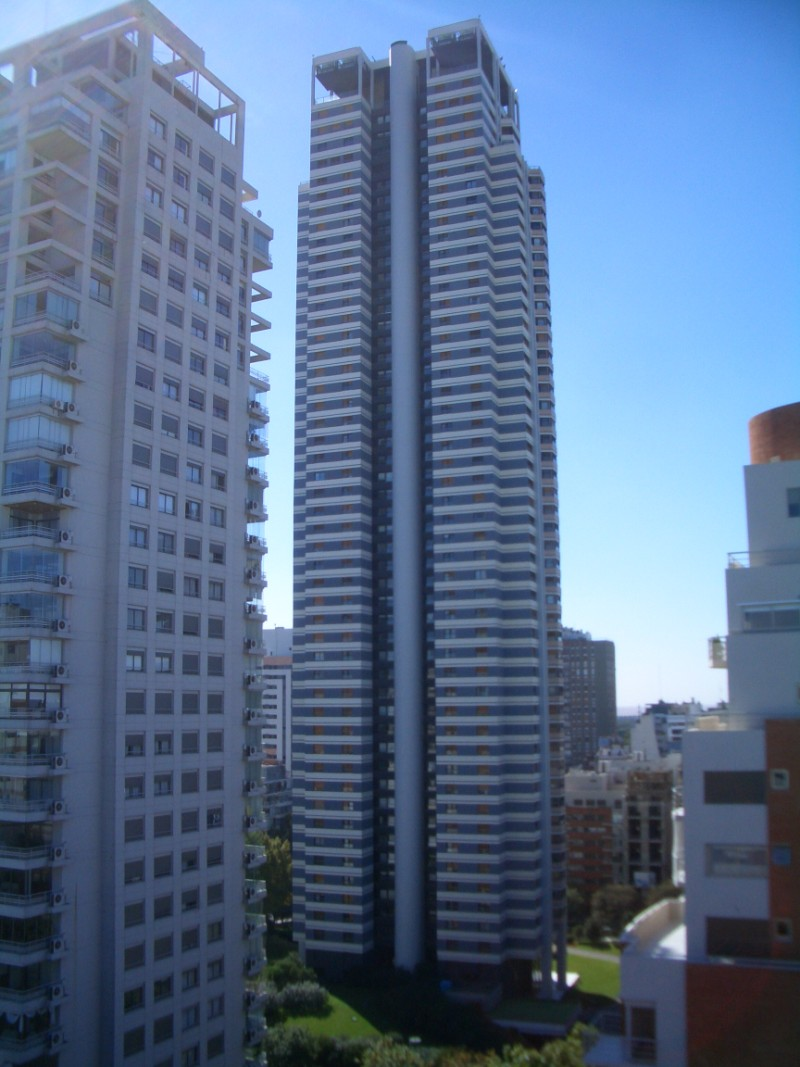
Le Parc.

A Torre Le Parc é um arranha-céu localizado na intersecção da
Avenida Cerviño e Fray Justo Santamaria de Oro no bairro de Palermo em Buenos Aires, Argentina. 
A estrutura residencial foi desenvolvida entre os anos de 
1993 e 1995 por Mario Roberto Álvarez e Associados. Com 51 andares e 158 metros de altura, a torte foi a estrutura residencial mais alta do país até a sua conclusão em 1995 e até a conclusão de uma das duas torres do El Faro em 2003.